# Suureranna
Koordinaten: 58° 54′ N, 22° 18′ O
Suureranna ist ein Dorf (estnisch küla) in der Landgemeinde Hiiumaa (2013 bis 2017: Landgemeinde Hiiu, davor Landgemeinde Kõrgessaare) auf der zweitgrößten estnischen Insel Hiiumaa (deutsch Dagö).

## Beschreibung
Suureranna hat 23 Einwohner (Stand 31. Dezember 2021).
Der Ort liegt im Südosten der Halbinsel Kõpu (Kõpu poolsaar) direkt an der Ostsee. Der feine Sandstrand erstreckt sich seicht ins Meer.
Östlich des Dorfes befindet sich das 247,4 Hektar große Schutzgebiet Suureranna (Suureranna hoiuala). Es wurde 2007 zum Schutz der fragilen Flora an der Westküste Hiiumaas ins Leben gerufen.